# Сан-Лоренцо-ин-Панисперна (титулярная церковь)
Титулярная церковь Сан-Лоренцо-ин-Панисперна (лат. Titulus Sancti Laurentii in Panisperna) — титулярная церковь была создана 6 июля 1517 года Папой Львом X, когда во время консистории от 1 июля 1517 года, значительно увеличилось число кардиналов. Титулярная церковь принадлежит церкви Сан-Лоренцо-ин-Панисперна, расположенной на виа Панисперна, недалеко от пересечения с виа Милано, римском районе Монти.

## Список кардиналов-священников титулярной церкви Сан-Лоренцо-ин-Панисперна
- Доменико Джакобоцци (6 июля — 10 июля 1517; in commendam (10 июля 1517 — 1528);
  - вакантно (1528 — 1561);
- Станислав Гозий (8 августа 1561 — 31 августа 1562, назначен кардиналом-священником Сан-Панкрацио-фуори-ле-Мура);
  - вакантно (1562 — 1565);
- Гульельмо Сирлето, титулярная диакония pro illa vice (15 мая — 26 октября 1565, титулярная церковь 26 октября 1565 — 6 октября 1585, до смерти);
- Доменико Пинелли старший (15 января 1586 — 14 января 1591, назначен кардиналом-священником Сан-Кризогоно);
- Агостино Кузани (14 января 1591 — 30 августа 1595, назначен кардиналом-священником Санти-Джованни-э-Паоло);
- Лоренцо Бьянкетти (21 июня 1596 — 12 марта 1612, до смерти);
- Дечо Карафа (7 мая — 18 июня 1612, назначен кардиналом-священником Санти-Джованни-э-Паоло);
- Феличе Чентини, O.F.M.Conv. (12 августа 1613 — 3 марта 1621, назначен кардиналом-священником Сант-Анастазия);
- Эйтель Фридрих фон Гогенцоллерн-Зигмаринген (15 декабря 1621 — 19 сентября 1625, до смерти);
  - вакантно (1625 — 1627);
- Фабрицио Вероспи (20 октября 1627 — 5 сентября 1633, назначен кардиналом-священником Санта-Мария-делла-Паче);
- Стефано Дураццо (9 января 1634 — 11 октября 1666, назначен кардиналом-священником Сан-Лоренцо-ин-Лучина);
  - вакантно (1666 — 1670);
- Эммануэль-Теодоз де ла Тур д’Овернь де Буйон (19 мая 1670 — 19 октября 1676, назначен кардиналом-священником Сан-Пьетро-ин-Винколи);
  - вакантно (1676 — 1686);
- Орацио Маттеи (30 сентября 1686 — 18 января 1688, до смерти);
  - вакантно (1688 — 1690);
- Джамбаттиста Рубини (10 апреля 1690 — 25 июня 1706, назначен кардиналом-священником Сан-Марко);
- Томмазо Руффо (25 июня 1706 — 28 января 1709, назначен кардиналом-священником Санта-Мария-ин-Трастевере);
  - вакантно (1709 — 1714);
- Джулио Пьяцца (16 апреля 1714 — 23 апреля 1726, до смерти);
- Лоренцо Коцца, O.F.M.Obs. (16 декабря 1726 — 20 января 1727, назначен кардиналом-священником Санта-Мария-ин-Арачели);
  - вакантно (1727 — 1728);
- Пьетро Луиджи Карафа (15 ноября 1728 — 16 декабря 1737, назначен кардиналом-священником Санта-Приска);
- Винченцо Бики (16 декабря 1737 — 29 августа 1740, назначен кардиналом-священником Санта-Чечилия);
  - вакантно (1740 — 1744);
- Джорджо Дориа (16 марта 1744 — 15 декабря 1745, назначен кардиналом-священником Сант-Агостино);
- Иоганн Теодор Баварский (27 апреля 1746 — 12 февраля 1759, назначен кардиналом-священником Санта-Мария-ин-Арачели);
- Лоренцо Ганганелли, O.F.M.Conv. (19 ноября 1759 — 29 марта 1762, назначен кардиналом-священником Санти-XII-Апостоли, позднее избран Папой Климентом XIV);
  - вакантно (1762 — 1769);
- Бонавентура де Кордоба Эспинола де ла Серда (26 июня 1769 — 6 мая 1777, до смерти);
  - вакантно (1777 — 1794);
- Джованни Баттиста Бусси де Претис (12 сентября 1794 — 27 июня 1800, до смерти);
  - вакантно (1800 — 1801);
- Валентино Мастроцци (20 июля 1801 — 13 мая 1809, до смерти);
  - вакантно (1809 — 1817);
- Пьетро Гравина (15 ноября 1817 — 6 декабря 1830);
  - вакантно (1830 — 1832);
- Луиджи Дель Драго (17 декабря 1832 — 28 апреля 1845, до смерти);
- Лоренцо Симонетти (19 января 1846 — 9 января 1855, до смерти);
- Иоганн фон Гайсель (19 марта 1857 — 8 сентября 1864, до смерти);
- Луиджи Мария Бильо, C.R.S.P. (25 июня 1866 — 22 декабря 1873, назначен кардиналом-епископом Сабины);
- Руджеро Луиджи Эмидио Античи Маттеи (28 января 1876 — 21 апреля 1883, до смерти);
  - вакантно (1883 — 1890);
- Себастьяно Галеати (26 июня 1890 — 25 января 1901, до смерти);
- Джулио Боски (18 апреля 1901 — 3 июля 1919, назначен кардиналом-епископом Фраскати);
  - вакантно (1919 — 1925);
- Эустакио Илюндайн-и-Эстебан (17 декабря 1925 — 10 августа 1937, до смерти);
- Эрменеджильдо Пеллегринетти (16 декабря 1937 — 29 марта 1943, до смерти);
- Антонио Каджиано, (22 февраля 1946 — 23 октября 1979, до смерти);
  - вакантно (1979 — 1983);
- Михаил Мичаи Китбунчу (2 февраля 1983 — по настоящее время).